# Jean Chapot
Jean Chapot (15 de noviembre de 1930, Bois-Guillaume, Seine-Maritime, Francia — 10 de abril de 1998, Neuilly-sur-Seine, Hauts-de-Seine, Francia) fue un cineasta, productor de cine y guionista francés.

## Filmografía

### Director
- 1965: Le dernier matin de Percy Shelley (cortometraje)

- 1966: La voleuse.

- 1972: Le fusil à lunettes (cortometraje). Grand Prix International del Festival cortometraje au festival de Cannes.

- 1973: Les granges brûlées

- 1978: Brigade des mineurs (serie TV) (episodio "Le mal du pays")

- 1980: Docteur Teyran (telefilm)

- 1981: Livingstone (telefilm)

- 1982: Ce fut un bel été (telefilm)

- 1982: Un fait d'hiver (telefilm)

- 1985: Le regard dans le miroir (telefilm)

- 1988: Le crépuscule des loups (telefilm)

- Quadrilogie " Honorin "

1991: Les Mouettes (telefilm)
1992: Honorin et la Loreleï (telefilm)
1993: Polly West est de retour (telefilm)
1994: Honorin et l'enfant prodigue (telefilm)
- Les Cinq Dernières Minutes

1978: Les Loges du crime
1982: La Tentation d'Antoine
1984: Meurtre sans pourboire

### Guionista
- 1960: La Millième fenêtre (realizador: Robert Ménégoz) (adaptación).

- 1965: Le dernier matin de Percy Shelley

- 1965: Le ciel sur la tête (realizador: Yves Ciampi)

- 1966: La voleuse

- 1972: Le fusil à lunette

- 1973: Les granges brûlées (escenario y diálogos)

- 1976: Nea (director: Nelly Kaplan)

- 1978: Les loges du crime

- 1979: Charles et Lucie (director: Nelly Kaplan)

- 1981: Livingstone

- 1982: Ce fut un bel été

- 1982: Un fait d'hiver

- 1985: Le regard dans le miroir

- 1988: Le crépuscule des loups

- 1991: Plaisir d'amour (director: Nelly Kaplan)

- 1991-1994: Quadrilogie " Honorin " (Les mouettes; Honorin et la Loreleï; Polly West est de retour; Honorin et l'enfant prodigue)

- 1999: La petite fille en costume marin (director: Marc Rivière)

### Producciones
(largometrajes)
- 1991: Plaisir d'amour de Nelly Kaplan.

### Dirección de producción
- 1975: Il faut vivre dangereusement de Claude Makovski.

### Actor
- 1957: Les fanatiques de Alex Joffé

- 1987: Pattes de velours de Nelly Kaplan.

### Teatro
- 1957: Concerto de Jean-Jacques Varoujean, puesta en escena Jean Chapot, Théâtre de l'Œuvre

## Premios y distinciones
Festival Internacional de Cine de Cannes
| Año  | Categoría          | Película            | Resultado |
| ---- | ------------------ | ------------------- | --------- |
| 1972 | Mejor cortometraje | Le fusil à lunettes | Ganador   |